# Il giuramento
Il giuramento (deutsche Titel: Der Schwur oder Das Gelübde) ist eine Oper (Originalbezeichnung: „Melodramma“) in drei Akten von Saverio Mercadante. Das Libretto verfasste Gaetano Rossi auf Grundlage der Tragödie Angelo, tyran de Padoue von Victor Hugo. Das Werk wurde am 11. März 1837 im Teatro alla Scala in Mailand uraufgeführt. Die Handlung ähnelt der von Amilcare Ponchiellis Oper La Gioconda, da sie auf dem gleichen Drama von Victor Hugo beruht.

## Inhalt

### Vorgeschichte
Die Oper spielt in Syrakus im 14. Jahrhundert. Fünf Jahre vor Beginn der Handlung verliebte sich Bianca in den jungen Viscardo, ohne dessen Namen und Identität zu erfahren. Sie verloren sich aus den Augen, und Bianca musste auf Wunsch ihrer Eltern Manfredo heiraten, den Grafen von Syrakus. Manfredo begehrt inzwischen die wohlhabende Französin Elaísa. Diese sucht in Syrakus nach jener Frau, die vor zehn Jahren ihrem Vater das Leben gerettet hatte. Er war nach einer verlorenen Schlacht in Gefangenschaft geraten und nur auf Drängen dieser Frau vor der Todesstrafe bewahrt worden. Elaísa hatte ihr damals ewige Dankbarkeit geschworen und ihr ein Porträt von sich gegeben. Auf dem Weg nach Syrakus war Elaísa in die Fänge einer Räuberbande geraten, vor der sie Viscardo rettete. Elaísa verliebte sich in ihn, obwohl er ihre Gefühle nicht teilte, da er noch immer die Unbekannte von damals (Bianca) liebte.

### Kurzfassung
Erster Akt. Elaísa gibt ein prächtiges Fest, zu dem auch Viscardo gekommen ist, der sich insgeheim noch immer nach Bianca sehnt. Weil seine Familie aus politischen Gründen aus Syrakus verbannt wurde, gibt Elaísa ihn als ihren Bruder aus. Der ebenfalls anwesende Manfredo ist misstrauisch und eifersüchtig. Sein Sekretär Brunoro will sich an dessen Gattin Bianca rächen, weil sie ihn zuvor einmal abgewiesen hat. Er hat sich Viscardos Vertrauen erschlichen und verspricht diesem ein Treffen mit Bianca im Palast des Grafen. Auch Bianca hat Viscardo nie vergessen können. Als Brunoro diesen hereinführt, gibt es ein glückliches Wiedersehen des Paares. Es ist jedoch nur von kurzer Dauer, da Brunoro einen Drohbrief in ihrem Zimmer hinterlassen hat. Bianca befürchtet eine Falle. Sie versteckt Viscardo und stellt sich schlafend. Kurz darauf trifft Elaísa ein, erkennt die Situation und droht, Manfredo zu rufen. Viscardo will Bianca beistehen und nennt dabei ihren Namen. Elaísa weiß nun, dass es sich um die Retterin ihres Vaters handelt. Als Manfredo erscheint, greift sie zu einer Notlüge, um sie und Viscardo zu schützen. Bevor Manfredo weitere Fragen stellen kann, wird er von seinen Leuten gerufen, da die Truppen von Agrigent in Syrakus eingefallen sind.
Zweiter Akt. Manfredos Truppen haben die Angreifer abgewehrt. Brunoro ist im Kampf gefallen. Auch Bianca gilt als tot und wird mit einer Trauerfeier geehrt. Manfredo hat ihren Tod jedoch nur vorgetäuscht. Er hält sie trotz Elaísas Aussage für untreu. Um in Ruhe seine Rache ausführen zu können, hat er sie in der Familiengruft eingesperrt und will sie mit Gift töten, ohne Verdacht zu erregen. Nur Elaísa, die sein Vertrauen gewonnen hat, ist eingeweiht. Sie will ihrem Schwur jedoch treu bleiben, hat das Gift durch einen Schlaftrunk ausgetauscht und erklärt Bianca ihren Rettungsplan. Als Manfredo Bianca unter Druck setzt, um den Namen ihres Liebhabers zu erfahren, bleibt sie standhaft, trinkt das vermeintliche Gift und verliert das Bewusstsein.
Dritter Akt. Elaísa wartet in ihren Gemächern auf Biancas Erwachen, als Viscardo erscheint. Er gibt Elaísa die Schuld am Tod ihrer Nebenbuhlerin Bianca und ersticht sie im Zorn. Erst als Bianca erwacht, erkennt Viscardo, dass Elaísa ihr Glück für das seine geopfert hat.

### Erster Akt
Erleuchtete Gärten in Elaísas Palast
Szene 1. Bei einem nächtlichen Fest jubelt die Menge der Gastgeberin Elaísa zu (Chor: „Odi: ogni intorno echeggiano“). Viscardo weiß von ihrer Liebe zu ihm, denkt aber sehnsüchtig an die Unbekannte (Bianca), in die er sich einst verliebt hat und die er seit diesem Tag vergeblich sucht (Viscardo: „La dèa di tutti i cor!“). Graf Manfredo begehrt inzwischen Elaísa und ist furchtbar eifersüchtig auf etwaige Rivalen, zumal er sie auf der Feier nicht finden kann (Manfredo: „Fier sospetto ohimè“).
Szene 2. Als Elaísa endlich eintrifft, müssen alle ihre Gefühle für einander unterdrücken (Quartett: „Oh mi… german!“): Elaísa schwärmt insgeheim für Viscardo, den sie als ihren Bruder ausgibt, da seine Familie aus Syrakus verbannt wurde. Manfredo leidet unter Eifersucht, da er die Blicke, die sich die beiden zuwerfen, bemerkt. Manfredos Sekretär Brunoro verfolgt eigene heimtückische Pläne. Elaísa erzählt den anderen von ihrer Dankbarkeit für die Retterin ihres Vaters, nach der sie noch immer suche (Romanze Elaísa: „Di un superbo vincitore“). Sie habe dieser damals ein Porträt von sich gegeben.
[Szene 3]. [Diese Szene des Librettos der Uraufführung wurde nicht vertont.]
Von fahlen Lichtern beleuchtete schattige Allee
Szene 3 [4]. Brunoro teilt Viscardo mit, dass er Biancas Aufenthaltsort herausgefunden habe. Er erwarte ihn in einer Stunde am Gartentor, um ihn zu ihr zu bringen.
Szene 4 [5]. Brunoro informiert Elaísa darüber, dass er Viscardos wahre Identität kenne, ihn aber nicht verraten, sondern seiner Geliebten zuführen werde. Als er Elaísas Schreck darüber bemerkt, deutet er an, dass er ihre Rivalin beseitigen wolle.
Biancas Zimmer in Manfredos Palast
Szene 5 [6]. Hofdamen bemühen sich, Bianca zu trösten (Chor: „Era stella del mattino“), die von vergangenen glücklicheren Tagen träumt (Bianca: „Oh! Sì, mie care“).
Szene 6 [7]. Ihrer Gesellschafterin Isaura gegenüber klagt Bianca über den nun schon fünf Jahre zurückliegenden Verlust ihres Geliebten.
Szene 7 [8]. Bianca versucht zu beten („Preghiamo. Ah! pregai tanto!“), muss dabei aber an ihre letzte Begegnung mit dem Geliebten denken. Sie spielt auf ihrer Harfe das Ritornell einer Kanzone.
Szene 8 [9]. Da treffen Brunoro und Viscardo ein. Letzterer versteckt sich auf der Terrasse, während Brunoro von ihm unbemerkt einen Brief auf den Tisch im Zimmer legt und sich zurückzieht.
Szene 9 [10]. Indem Viscardo in die Kanzone einstimmt, gibt er sich Bianca zu erkennen. Die beiden Liebenden fallen sich in die Arme. Da entdeckt Bianca Brunoros Brief, der eine Drohung enthält: „Verschmähte Liebe wird gerächt werden.“ Brunoro hatte einst vergeblich um Bianca geworben. Als sie am Eingang ein Licht bemerkt, befürchtet sie eine Falle. Sie fleht Viscardo an, sich ein Versteck zu suchen, löscht das Licht und stellt sich schlafend.
Szene 10 [11]. Elaísa tritt ein, erkennt am noch qualmenden Kerzendocht die Lage und sucht eifersüchtig nach Biancas Liebhaber. Scheinbar von ihrem Lärm aufgeweckt stellt Bianca sie wegen ihres Eindringens zur Rede. Elaísa wirft ihr vor, ihr den Geliebten ausgespannt zu haben, und droht damit, Manfredo zu rufen. Bianca wirft sich ihr ängstlich zu Füßen.
Szene 11 [12]. Viscardo verlässt sein Versteck, um Bianca beizustehen („Fermate… Oh, istante“). Als er Elaísa mit ihrem Namen anspricht, erkennt Bianca, mit wem sie es zu tun hat. Sie holt das Porträt hervor und zeigt es Elaísa. Diese weiß nun, dass ihre Rivalin die lange gesuchte Freundin ist, der sie ewige Dankbarkeit geschworen hat.
Szene 12 [13]. Jetzt erscheint auch noch Manfredo mit seinen Wachen. Bianca wird ohnmächtig. Elaísa beschließt, ihr Gelübde zu halten, und behauptet, Viscardo habe zwei Attentäter belauscht, die Manfredo töten wollten. Er habe ihr, Elaísa, davon erzählt und sei dann mit ihr zu seinem Palast geeilt, um ihn zu retten. Manfredo ist misstrauisch, doch in diesem Moment ist von draußen Kriegslärm zu hören. Die Truppen von Agrigent sind in Syrakus eingefallen.
Szene 13 [14]. Manfredo muss an der Spitze seiner Leute in den Kampf ziehen (Chor: „Manfredo, eccoci a te“). Viscardo schließt sich ihnen an. Elaísa drückt zum Abschied Biancas Hand.

### Zweiter Akt
Ein Platz neben Manfredos Palast; rechts ein Tempel; im Hintergrund Läden und Zelte
Szene 1. Nachdem die Angreifer zurückgeschlagen wurden, bejubelt das Volk die heimkehrenden Truppen (Chor: „Vittoria! – Siracusa!“).
Szene 2. Viscardo hofft auf ein baldiges Wiedersehen mit Bianca. Zumindest brauchen sie Brunoro nicht mehr zu fürchten, der in der Schlacht gefallen ist (Viscardo: „Compita è omai la giusta e terribil vendetta“).
Szene 3. Zu seinem Entsetzen kommen klagende Frauen aus dem Palast, die ihm von Biancas Tod berichten und nun im Tempel beten wollen.
Abgelegene Einfriedung in der Nähe von Manfredos Palast, bewachsen mit Zypressen und Trauerweiden, umgeben von mit Efeu bedeckten Mauern
Szene 4. Vor den Gräbern seiner Ahnen gibt Manfredo seiner Reue und seinen Rachegefühlen Ausdruck. Aus dem Tempel erklingt ein Friedensgebet für Bianca (Chor: „Alla pace degli eletti“). Auch Manfredo fällt auf die Knie. Er hat Biancas Tod nur vorgetäuscht, um sich ungestört an ihr, die er des Ehebruchs für schuldig hält, rächen zu können. Nur Elaísa kennt die Wahrheit. Jetzt quält ihn sein Gewissen. Er fleht Gott um Erbarmen an.
Szene 5. Edelleute und Ritter fordern Manfredo auf, seinem Schmerz Zeit zu geben. Zudem sei Agrigent noch nicht vollständig besiegt. Er schließt sich ihnen an.
Szene 6. Elaísa betritt die Gruft, in der Manfredo Bianca eingesperrt hat. Sie ist fest entschlossen, sie zu retten, um ihr Gelübde einzulösen (Elaísa: „Si compia al giuramento“).
Szene 7. Elaísa erklärt der misstrauischen Bianca ihren Plan: Sie habe Manfredo, der ihr vertraue, zu Gift geraten, um seine Rache auszuführen. Es sei aber in Wirklichkeit ein harmloser Schlaftrunk, den sie nehmen müsse, sobald er eintreffe. Nach ihrem Erwachen werde sie mit Viscardo vereint sein („Oh! Qual nome pronunziaste“).
Szene 8. Manfredo kehrt zurück und verlangt von Bianca den Namen ihres Liebhabers. Diese bleibt standhaft und trinkt aus der Ampulle, die Elaísa ihr reicht. Sie fällt bewusstlos in ihre Arme. Manfredo geht triumphierend ab.

### Dritter Akt
Zimmer in dem von Elaísa bewohnten Palast
Szene 1. Elaísa hat Bianca in ihre Gemächer bringen lassen. Sie betrachtet erst die Schlafende und dann das Bildnis, das ihre Mutter ihr einst zum Schutz gegeben hatte. Sie weiß jetzt, dass es nicht ihrem eigenen Schutz diente. Für sich selbst hat sie keine Hoffnung mehr. Nur der Gedanke an ihre Mutter gibt ihr Trost.
Szene 2. Viscardo tritt ein. Er rast vor Wut, da er irrtümlich glaubt, Elaísa habe Bianca mit Gift getötet. Obwohl er sie mit seinem Dolch bedroht, gesteht ihm Elaísa ihre Liebe, bekennt sich zu dem Mord an Bianca und fordert ihn auf, sie zu rächen. Viscardo sticht ihr den Dolch ins Herz – wie sie es wollte. Im Sterben ergreift sie zärtlich seine Hand. In diesem Moment erwacht Bianca und ruft nach Viscardo. Zu spät erkennt er, dass Elaísa sich für ihn und Bianca geopfert hat.

## Gestaltung

### Instrumentation
Die Orchesterbesetzung der Oper enthält die folgenden Instrumente:
- Holzbläser: Piccoloflöte, zwei Flöten, zwei Oboen, Englischhorn, zwei Klarinetten, zwei Fagotte
- Blechbläser: vier Hörner, zwei Trompeten, drei Posaunen, Serpent
- Pauken, Schlagzeug: große Trommel, Triangel, Glocke in c
- Harfe
- Streicher
- Bühnenmusik: zwei Trompeten, zwei Harfen, Harmonium, Banda (nicht spezifiziert)

### Musiknummern
Die Oper enthält die folgenden Musiknummern::12
Erster Akt
- Nr. 1. Präludium und Introduktion
  - a) Preludio
  - b) Chor und Kavatine (Viscardo) [Tenor]
  - c) Chor und Kavatine (Manfredo) [Bariton]
  - d) Szene und Quartett (Elaísa, Viscardo, Manfredo, Brunoro) [Sopran, Tenor, Bariton, Bariton 2]
  - e) Romanze (Elaísa) [Sopran]
  - f) Stretta
- Nr. 2. Szene und Duett (Elaísa, Manfredo) [Sopran, Bariton]
- Szene
- Nr. 3. Chor und Kavatine (Bianca) [Alt]
- Nr. 4. Finale I
  - a) Szene und Gebet (Bianca) [Alt]
  - b) Szene und Duett (Bianca, Viscardo) [Alt, Tenor]
  - c) Szene und Duett (Bianca, Elaísa) [Alt, Sopran]
  - d) Szene und Quintett (Bianca, Elaísa, Isaura, Viscardo, Manfredo) [Alt, Sopran, Sopran 2, Tenor, Bariton]
  - e) Fortsetzung und Stretta

Zweiter Akt
- Nr. 5. Chor, Szene und Arie (Viscardo) [Tenor]
- Nr. 6. Szene, Gebet und Arie (Manfredo) [Bariton]
- Nr. 7. Szene und Schlussterzett (Elaísa, Bianca, -Manfredo) [Sopran, Alt, -Bariton]

Dritter Akt
- Nr. 8. Szene und Romanze (Elaísa) [Sopran]
- Nr. 9. Szene und Schlussduett (Elaísa, Viscardo) [Sopran, Tenor]

### Musik
Il giuramento ist nach Mercadantes eigener Aussage eine „Reformoper“. Darin versuchte er, das dramaturgische Modell der französischen Grand opéra, bei der nicht der Sänger, sondern die Handlung im Vordergrund stand, auf die italienischen Verhältnisse zu übertragen. Aus der bisherigen Aneinanderreihung von Belcanto-Nummern mit austauschbarer Handlung sollte ein echtes Musikdrama werden. Zu diesem Zweck führte er einen „canto dramatico“ genannten Stil ein, der den reinen Belcanto ablöste. Der Chor ist als dramatische Person in die Handlung einbezogen, die Szene ebenfalls integriert und die Charakterisierung der Personen nach psychologischen Grundsätzen glaubhafter gestaltet.:10f
Vorläufer dieser Bestrebungen gibt es in Gioachino Rossinis Ermione von 1819 oder Vincenzo Bellinis La straniera von 1829. Jedoch erst Mercadante gelang die konsequente Verschmelzung der Sätze. Dabei geht es weniger um eine kontinuierlich entwickelte Handlung, sondern um eine Abfolge spannungsvoller dramatischer Einzelszenen, die insgesamt zum tragischen Ende führen. Rossis Libretto bot hierfür eine Menge geeigneter Bilder, deren Gehalt dem Publikum aus den damals beliebten Schauerromanen bekannt war. Ähnlich konsequente Neuerungen finden sich erst beim mittleren Giuseppe Verdi wieder.
Die musikalischen Formen entsprechen grundsätzlich dem zeitgenössischen Standard mit Kavatinen, Arien, Duetten, Ensemblenummern, Chören und einem Finale. Solo-Arien sind allerdings selten. Stattdessen gibt es umso mehr Duette. Den traditionellen Anspruch der Hauptdarsteller auf jeweils eine Kavatine und eine Szene mit Arie ignorierte Mercadante. Zudem sind die einzelnen Nummern musikalisch in größere Szenen eingebunden. Bereits in der ersten Großszene des ersten Akts, Elaísas Fest, manifestiert sich dieses Verfahren in Form einer über mehrere Einzelstücke hinweg gespielten Tanzmusik.:13f Eine Ouvertüre fehlt. Viscardos Kavatine ist in den Chor der feiernden Gäste eingebettet. Ihr folgt jedoch nicht wie üblich eine Cabaletta, sondern eine zweite Kavatine mit Chor, jetzt von Manfredo gesungen. Nach einem kurzen Quartett stellt sich Elaísa mit einer dritten Kavatine (Romanze) vor. Im zweiten Akt wird die dramatische Handlung weiterentwickelt. Der dritte Akt konzentriert sich auf nur noch zwei Personen, Elaísa und Viscardo. Das war in der italienischen Oper damals völlig unüblich. Es handelt sich um ein psychologisches Kammerspiel, in dem Mercadante sich vollständig vom Belcanto löste und ohne Umwege ausschließlich auf die Handlung konzentrierte. Schon der zeitgenössischen Kritik galt dieser Akt als Musterbeispiel überzeugender Personencharakteristik.:14 Die Oper schließt mit Biancas und Viscardos Worten „Vittima dell’amor!“ (‚Ein Opfer der Liebe‘) und Elaísas Tod. Für eine traditionelle Schlussarie gibt es keinen Platz.
Auch das Orchester erhielt durch Mercadante größere Bedeutung. Solistische Abschnitte sind häufig. Die Orchestereinleitung zu Manfredos Szene im zweiten Akt wirkt durch das hier eingesetzte Solocello beinahe wie ein kleines Konzert.

## Werkgeschichte
Diese Oper entstand zu Saverio Mercadantes Zeit als Kapellmeister der Kathedrale von Novara. Obwohl er im Rahmen dieser Position vorwiegend Kirchenmusik komponieren musste, ließ sie ihm genug Zeit für weitere Opern. Deren Texte steuerte meist sein langjähriger Librettist Felice Romani bei. In diesem Fall jedoch antwortete Romani auf seine mehrfache Bitte nach einem neuen Libretto aus ungeklärten Gründen nicht. Mercadante war 1835 auf Einladung Gioachino Rossinis nach Paris gereist, um im dortigen Théâtre-Italien eine neue Oper zu präsentieren, wie dies vor ihm bereits Vincenzo Bellini mit I Puritani und Gaetano Donizetti mit Marin Faliero getan hatten. Da er von Romani nichts mehr hörte, nutzte er für seine Oper I briganti eine Bearbeitung von Friedrich Schillers Räubern des auf diesem Gebiet noch unerfahrenen Jacopo Crescini. Nach seiner Rückkehr nach Italien gewann er schließlich für Il giuramento den versierten Librettisten Gaetano Rossi. Der Text basiert auf dem Drama Angelo, tyran de Padoue von Victor Hugo. Rossi straffte die Handlung auf drei anstelle der ursprünglich fünf Akte.:13 Der Handlungsort wurde von Padua nach Syrakus verlegt. Entsprechend kamen die Angreifer am Ende des ersten Akts aus Agrigent statt aus Venedig. Als Kennzeichen der von Elaísa gesuchten Bianca dient nun ein Medaillon anstelle eines Kruzifixes. Trotz der Straffung ist die Handlung unübersichtlich und ohne Kenntnis der Vorgeschichte kaum nachzuvollziehen.
Die Uraufführung fand am 11. März 1837 im Teatro alla Scala in Mailand unter der Leitung von Eugenio Cavallini statt. Die Bühnenbilder stammten von Baldassarre Cavallotti und Domenico Menozzi. Die Gesangssolisten waren Giovanni Orazio Cartagenova (Manfredo), Marietta Brambilla (Bianca), Sophie Schoberlechner (Elaísa), Francesco Pedrazzi (Viscardo di Benevento), Giuseppe Vaschetti (Brunoro) und Angela Carolina Pochini (Isaura). Das Duett Elaísa/Manfredo im ersten Akt (I:3) wurde „per brevità“ (‚der Kürze wegen‘) gestrichen.
Il giuramento war Mercadantes größter Erfolg.:10 Die Mailänder Gazzetta musicale lobte nach der Uraufführung besonders die gelehrten Harmonien und die gefällige („gradevole“) Melodik. Es folgten viele weitere Produktionen an den Opernhäusern Italiens, aber auch im Ausland, beispielsweise in Wien 1838, Barcelona 1839, London 1840, Brüssel 1842, Kopenhagen 1843, New York und Petersburg 1848, Buenos Aires 1851 und Paris 1858. Schon 1839 erschienen zwei deutsche Übersetzungen. In Graz und Brünn wurde eine Fassung von Georg Ott gespielt, in Berlin dagegen eine von Johann Christoph Grünbaum, die anschließend öfters in Deutschland zum Einsatz kam. In der zweiten Hälfte des 19. Jahrhunderts ließ das Interesse allerdings nach, bis die Oper zur Jahrhundertwende fast vollständig aus den Spielplänen verschwand. Ein Grund dafür dürfte sein, dass sich das feste Opernrepertoire in Italien erst ab 1860 bildete und der Stoff zu diesem Zeitpunkt bereits mit Amilcare Ponchiellis La Gioconda auf ebenbürtige Weise neu vertont worden war.:14
In den ersten Jahrzehnten des 20. Jahrhunderts wurde Il giuramento nur in Mercadantes Geburtsort Altamura gelegentlich gespielt. Ab den 1950er Jahren gab es auch wieder Produktionen in anderen Städten, beispielsweise 1955 in Neapel, 1970 in Spoleto oder 1984 in Martina Franca. Der Dirigent Gerd Albrecht leitete 1974 in Berlin und 1979 in Wien jeweils gekürzte konzertante Aufführungen mit namhaften Solisten wie José Carreras oder Plácido Domingo.
Die folgenden Aufführungen sind nachweisbar (Stand 2023)::15
- Adria 1851
- Agram 1843, 1854
- Ajaccio 1852
- Altamura 1911, 1937, 1954, 1967
- Ancona 1854
- Arezzo 1841
- Ascoli Piceno 1858
- Asti 1853
- Barcelona 1839, 1852, 1858
- Bari 1911, 1953, 1970, 1985
- Bassano 1842, 1884
- Bergamo 1839/40
- Berlin 1839 (deutsch), 1844, 1970 (konzertant)
- Bologna 1839, 1840, 1868
- Brescia 1838, 1842
- Brünn 1839 (deutsch)
- Brüssel 1842, 1847 (französisch)
- Budapest 1838 (ungarisch), 1844 (deutsch)
- Buenos Aires 1851, 1857
- Cádiz 1841
- Cagliari 1841, 1843
- Catania 1843/44
- Cesena 1851
- Chieti 1840, 1842
- Chioggia 1856
- Clausenburg 1846 (ungarisch)
- Codogno 1841
- Como 1846/47
- Crema 1841
- Cremona 1840, 1843, 1870
- Cuneo 1844
- Dortmund 2023 (konzertant)
- Este 1855
- Fermo 1843
- Florenz 1839, 1840, 1841, 1845, 1851, 1852, 1863, 1883
- Foligno 1858
- Genua 1837, 1838, 1839, 1842, 1852, 1853, 1858, 1866, 1875
- Gent 1841
- Gießen 2006
- Görz 1840
- Graz 1839 (deutsch)
- Havanna 1842, 1860
- Hamburg 1845
- Imola 1844
- Jassy 1851
- Jerez 1840
- Lanciano 1844
- Lissabon 1840, 1867, 1905
- Livorno 1839, 1840, 1843
- Lodi 1843/44, 1854/55
- London 1840 (englisch)
- Lucca 1854
- Kopenhagen 1843
- Korfu 1841/42
- Macerata 1843
- Madrid 1840, 1841, 1846, 1852, 1853, 1861
- Malta 1841
- Mantua 1843, 1859
- Martina Franca 1984
- Mexico 1842
- Mailand 1837, 1838, 1842, 1844, 1851, 1854, 1857, 1859, 1872, 1952 (konzertant)
- Modena 1839, 1843, 1854, 1858
- Montagnara 1842
- Montevideo 1855
- Nantes 1993
- Neapel 1839–44, 1846, 1847, 1860, 1955
- New York 1848, 1851, 1970, 1981
- Nizza 1844
- Novara 1838, 1839, 1845, 1848
- Odessa 1853
- Padova 1838, 1853
- Palermo 1838/39, 1862/63
- Palma de Mallorca 1856
- Paris 1857/58, 1975 (konzertant)
- Parma 1839, 1850
- Pavia 1840
- Pesaro 1844
- Petersburg 1848
- Philadelphia 1860
- Piacenza 1842, 1860, 1866, 1868
- Pisa 1844, 1847, 1863, 1876
- Porto 1845, 1854
- Prag 1843 (deutsch)
- Prato 1843/44
- Ravenna 1844
- Reggio Emilia 1842, 1867, 1873
- Rieti 1843
- Riga 1856 (deutsch)
- Rimini 1859
- Rio de Janeiro 1840, 1855
- Rom 1839, 1840, 1842, 1843, 1852
- Rovereto 1855
- Rovigo 1843, 1871
- San Severino 1845
- Santiago de Chile 1847
- Sassari 1843
- Siena 1839
- Sinigaglia 1839, 1840
- Spoleto 1970
- Stockholm 1852 (schwedisch)
- Straßburg 1841
- Triest 1838, 1840, 1841, 1843, 1849, 1864
- Turin 1839, 1844, 1852, 1859, 1864, 1865
- Udine 1840
- Urbino 1846
- Valencia 1841, 1842, 1845
- Venedig 1838–40, 1843, 1853
- Vercelli 1847/48
- Verona 1842, 1845, 1855, 1858, 1867, 1870
- Vicenza 1838, 1850
- Voghera 1856
- Warschau 1845 (polnisch)
- Washington 2009
- Wexford 2002
- Wien 1838–40, 1841 (deutsch), 1846, 1854, 1979
- Zante 1841
- Zara 1841, 1850

## Aufnahmen
- 5. April 1951 – Alfredo Simonetto (Dirigent), Chor und Orchestra Sinfonica della RAI di Milano.
 Rolando Panerai (Manfredo), Miriam Pirazzini (Bianca), Maria Vitale (Elaísa), Amadeo Berdini (Viscardo), Aldo Bertocci (Brunoro), Liliana Pellegrino (Isaura).
 Live, konzertant aus Mailand.
 Fonit Cetra ARK 103 (14 LPs), Myto 906.32 (2 CDs).[4]:9933
- 29. Juni 1970 – Thomas Schippers (Dirigent), Juillard Theatre Orchestra, Choir of the Juilliard American Opera Center.
 Gianluigi Colmagro (Manfredo), Beverly Wolff (Bianca), Patricia Wells (Elaísa), Michele Molese (Viscardo).
 Live aus Spoleto.
 Myto CD: 906.32, Memories CD: HR 4174/75.[4]:9934
- 21. September 1974 – Gerd Albrecht (Dirigent).
 Robert Kerns (Manfredo), Agnes Baltsa (Bianca), Annabelle Bernard (Elaísa), Josep Carreras (Viscardo), William Wu (Brunoro), Lucy Peacock (Isaura).
 Live, konzertant aus Berlin; stark gekürzt.
 HRE LP: HRE 223-2 (2 LPs), Legato (2 CDs).[4]:9935
- 27. Oktober 1975 – Maurizio Arena (Dirigent), Orchestre Lyrique de l’ORTF Paris, Chœurs du Radio France.
 Lajos Miller (Manfredo), Benedetta Pecchioli (Bianca), Teresa Żylis-Gara (Elaísa), Michele Molese (Viscardo), Bernard Plantey (Brunoro), Claudy Tremblay (Isaura).
 Live aus Paris; gekürzt.
 Rodolphe RPC 32417-8 (2 CDs).[4]:9936
- 9. September 1979 – Gerd Albrecht (Dirigent), Orchester und Chor der Wiener Staatsoper.
 Robert Kerns (Manfredo), Agnes Baltsa (Bianca), Mara Zampieri (Elaísa), Plácido Domingo (Viscardo), Michele Fiotta (Brunoro), Silvia Herman (Isaura).
 Live, konzertant aus Wien; stark gekürzt.
 HRE 319 (2 CDs), Orfeo C 680 062 I (2 CDs).[4]:9937
- 25. Juli 1984 – Bruno Campanella (Dirigent), Orchestra del Festival di Martina Franca, New Cambridge Chorus.
 Luigi de Corato (Manfredo), Carmen Gonzales (Bianca), Jolanta Omilian (Elaísa), Piero Visconti (Viscardo), Giuseppe Fallisi (Brunoro), Elisabetta Tandura (Isaura).
 Live aus Valle d’Itria.
 Fonit Cetra CD: CDC 82, Warner Fonit 3984-29177-2 (2 CDs).[4]:9938
- 10.–16. November 1993 – Giuliano Carella (Dirigent), Orchestre Philharmonique des Pays de la Loire, Chœurs de l’Opera de Nantes.
 Marc Barrard (Manfredo), Martine Olmeda (Bianca), Giovanna de Liso (Elaísa), Giuseppe Morino (Viscardo), Pascal Aubert (Brunoro), Elzabeth Procuronoff (Isaura).
 Live aus Martina Franca.
 Nuova Era CD: 7179/80 (2 CDs).[4]:9939
- 3. Juni 2023 – Carlo Montanaro (Dirigent), WDR Funkhausorchester, WDR Rundfunkchor.
 George Gagnidze (Manfredo), Teresa Iervolino (Bianca), Roberta Mantegna (Elaísa), Jean-François Borras (Viscardo), John Heuzenroeder (Brunoro), Ivana Rusko (Isaura).
 Live, konzertant vom Klangvokal Musikfestival Dortmund aus dem Konzerthaus Dortmund; gekürzt.
 Übertragung im Radio WDR 3.[5][6]

## Digitalisate
- Il giuramento: Noten und Audiodateien im International Music Score Library Project
- Libretto (italienisch), Mailand 1837. Digitalisat im Internet Archive
- Arien und Gesänge aus: Der Schwur. Libretto (deutsch), Berlin 1839. Aus dem Italienischen von Johann Christoph Grünbaum. Digitalisat des Münchener Digitalisierungszentrums
- Das Gelübde. Libretto (deutsch), Wien um 1847. Freie Übertragung. Digitalisat des Münchener Digitalisierungszentrums
- Der Schwur. Libretto (italienisch/deutsch), Berlin 1844. Freie Übertragung von Emilie Seidel. Digitalisat der Library of Congress